# Dracophyllum longifolium
Dracophyllum longifolium (Maori: inaka) is een plantensoort uit de heidefamilie (Ericaceae). Het is een rechtopstaande, grasachtige struik of kleine boom die groeihoogtes bereiken die variëren tussen 1 en 12 meter. De struik heeft rechtopstaande twijgen die bedekt zijn met een lichtgrijze schors en lange smalle puntige bladeren. 
De soort komt voor in Nieuw-Zeeland en op de Antipodeneilanden. De soort groeit vooral op het Zuidereiland en wordt daar aangetroffen in gebieden vanaf zeeniveau tot op een hoogte van 1200 meter. De soort groeit in open bossen, struwelen en moeressen op berg- en heuvelhellingen, op kliffen aan de kust en op steile rotswanden.